# Якубенко, Александр Владимирович
Алекса́ндр Влади́мирович Якубе́нко (6 июня 1917, Петроград — 15 марта 2000, Санкт-Петербург) — русский советский детский писатель и врач.

## Биография
Родился в Петрограде в семье младшего офицера Семёновского полка Владимира Яковлевича Якубенко. Мать, Мария Михайловна (в девичестве Кауфман), происходила из семьи провинциальных артистов.
Во время Гражданской войны вместе с матерью следовал за отрядами Красной Армии, в которых воевал отец. После окончания войны семья вернулась в Ленинград.
Из последних классов школы ушёл в фабрично-заводское училище, затем с отличием сдал экзамены в Военно-медицинскую академию. В 1939 году участвовал в советско-финской войне, был ранен. Затем окончил академию и остался в аспирантуре на кафедре патологической физиологии.
Во время Великой Отечественной войны был начальником отдельной роты медицинского усиления (ОРМУ). Был участником штурма Кёнигсберга. Закончил войну в звании майора. Награждён двумя орденами Красной Звезды, орденом Боевого Красного знамени, орденом Отечественной войны 1-й степени, медалями.
После войны вернулся в Ленинград. Занимался научной и преподавательская работой, защитил диссертацию на тему «Особенности течения травматического шока при общем радиационном поражении», участвовал в испытаниях второй советской атомной бомбы на семипалатинском полигоне. После ухода в отставку занимался исследовательской работой в Институте охраны труда и Институте акушерства и гинекологии РАН.
Последние годы жизни был активным членом общества «Примирение над солдатскими могилами», объединившего бывших солдат
Советской армии и Вермахта.
Умер 15 марта 2000 года. Похоронен в Санкт-Петербурге на Серафимовском кладбище.

## Литературная деятельность
Начал литературную деятельность, написав две научно-популярные книги для детей: «Кровь и кровообращение» (1951) и «Что такое аппетит?» (1953). В 1960-х годах создал сценарии двух научно-популярных фильмов о медицине: «Полиомиелит будет побеждён» и «Тайны гипофиза», снятых на «Леннаучфильме». Позднее вышла ещё одна его научно-популярная книга для школьников, рассказывающая о правильном питании — «Солнце на обед» (1981).
В 1967 году было опубликовано самое известное произведение писателя — сказка «Волшебные перья Арарахиса». Сказка рассказывает о приключениях нарисованного человечка Михрютки и его друзей — пса Угадая, кота Хандрилы, морской свинки Фунтика и синицы Пипа в нарисованной стране. Она получила положительные отзывы ведущих советских детских писателей — Корнея Чуковского и Льва Кассиля и впоследствии несколько раз переиздавалась. Затем была написана вторая книга о тех же героях — «Новые приключения Михрютки». (опубликована в 1993), а затем и третья, до настоящего времени (2011 год) не нашедшая своего издателя.

## Публикации
- Якубенко А. В. Кровь и кровообращение. — Детгиз, 1951.
- Якубенко А. В. Что такое аппетит? — Детгиз, 1953. — 160 с. — 90 000 экз.
- Якубенко А. В. Волшебные перья Арарахиса. — Л.: Детская литература, 1967. — 222 с.
- Якубенко А. В. Солнце на обед. — Л.: Детская литература, 1981. — 95 с.
- Якубенко А. В. Необыкновенные приключения Михрютки,  описанные им самим. — СПб.: Андреев и сыновья, 1993. — 482 с. — 10 000 экз. — ISBN 5-87452-038-4.
- Якубенко А. В. Волшебные перья Арарахиса. // Сказочные повести. Выпуск второй. — ТПО "Интерфейс", 1994. — 448 с. — (Семейная библиотека). — 30 000 экз. — ISBN 5-7016-0016-5.
- Якубенко А. В. Волшебные перья Арарахиса. // Чао —  победитель волшебников. — Рипол Классик, ТПО «Интерфейс», 1997. — 448 с. — (Библиотека Солнышкина). — 20 000 экз. — ISBN 5-7016-0016-5.
- Якубенко А. В. Волшебные перья Арарахиса. — М.: Теревинф, 2011. — 224 с. — 2000 экз. — ISBN 978-5-4212-0035-2.